# تصرف کامبوج توسط ژاپن
تصرف کامبوج توسط ژاپن (خمر: ការត្រួតត្រារបស់ជប៉ុននៅកម្ពុជា) یک دوره در تاریخ کامبوج در طول جنگ جهانی دوم ۱۹۴۱–۱۹۴۵ بود که پادشاهی کامبوج توسط امپراتوری ژاپن اشغال شد.